# Dolohmwar
Dolohmwar – szczyt na wyspie Pohnpei, należącej do Mikronezji. Leży, według różnych źródeł, na wysokości 757 m n.p.m. (będąc trzecim pod względem wysokości szczytem zarówno wyspy, jak i całego państwa) lub 791 m n.p.m. (będąc najwyższym szczytem państwa).